# Cluster (satelliter)
För övriga betydelser, se Cluster.

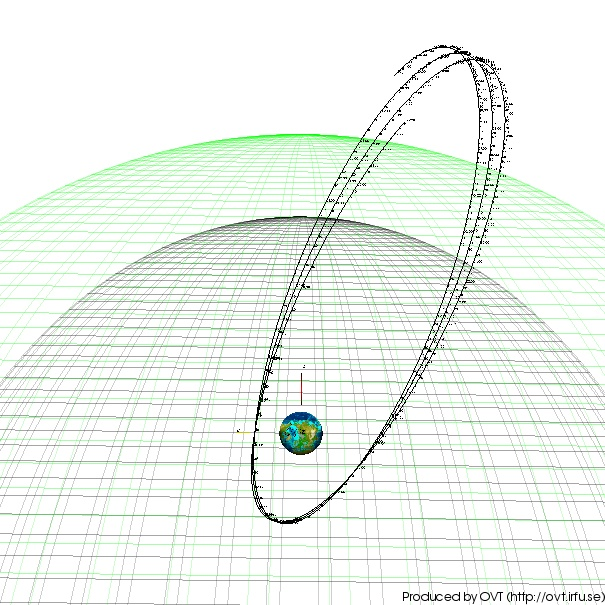
Clustersatelliternas bana runt jorden under en vecka från kl 00:00 den 21 mars 2004. Det yttre (gröna) nätet markerar jordens bogchock, det inre (blå) nätet är magnetopausen: två av de områden i och runt jordens magnetosfär som Cluster har som huvuduppgift att studera. Att banan ser ut att vrida sig beror på att jorden rör sig runt solen, medan bilden är ritad så att riktningen mot solen alltid pekar rakt uppåt.

Cluster är ett europeiskt (ESA) forskningsprojekt inom rymdfysik, omfattande fyra satelliter som formationsflyger i jordens magnetosfär. Satelliterna sändes upp på två Sojuzraketer från Kosmodromen i Bajkonur, sommaren år 2000 och var ursprungligen avsedda att användas i två år, men har fått förlängt uppdrag flera gånger och beräknas nu vara i drift till 31 december 2018.
Banan sträcker sig ut till som mest 119 000 km (knappt 20 jordradier) från jordens centrum. Institutet för rymdfysik ansvarar för ett av elva mätinstrument ombord på varje satellit.

## Syfte
Cluster är det första projektet där fyra satelliter formationsflyger. Tanken med detta är att kunna skilja ut händelser i tid och rum. Varje satellit mäter egenskaper hos rymdplasmat och elektromagnetiska fält på den plats den befinner sig. Har man bara en mätpunkt kan man inte säkert säga om en uppmätt variation beror på att rymdplasmat verkligen ändrat sig i tiden, eller om den beror på att satelliten farit in i ett nytt område med annorlunda egenskaper. Har man mätningar från fyra satelliter är det dock möjligt att reda ut detta. Man kan också räkna ut exempelvis elektrisk strömtäthet från mätningar av magnetfältet på de fyra satelliterna med hjälp av Ampères lag.

## Resultat (externa länkar)
Exempel på forskningsresultat från Cluster, från ESAs svenska pressmeddelanden:
- Tio år av Clusterresultat (ESA 21 apr 2011)
- Svensk doktorand upptäckte rymdvirvlar (ESA 12 aug 2005). Om Alfvénvirvlar på magnetopausen.
- Rymdoväder och norrsken (ESA 11 dec 2006).
- Cluster synar norrskenets hemligheter (ESA 23 feb 2007)
- Cluster upptäcker magnetiska explosioner i turbulent rymdplasma (ESA 27 mars 2007). Om dämpning av vågor i rymdplasma via rekonnektion.
- Jätteutbrott på solen kan ge jorden solsveda (ESA 30 juli 2007). Om rymdväder.

## Andra externa länkar
- ESAs Clustersidor (på engelska, lägre förkunskaper)
- ESAs Clustersidor (på engelska, högre förkunskaper)
- Cluster vid Institutet för rymdfysik (på svenska)